# La course affolée
Pour plus de détails, voir Fiche technique et Distribution.
La course affolée (The Wild Chase) est un film américain d'animation Merrie Melodies de 6 minutes et mettant en scène Speedy Gonzales, Grosso Mineto, Bip Bip et Vil Coyote réalisé par Friz Freleng et Hawley Pratt en 1965.

## Fiche technique
- Réalisateurs : Friz Freleng et Hawley Pratt
- Producteur : David H. DePatie et Friz Freleng
- Compositeur : Milt Franklyn